# Bamboccianti

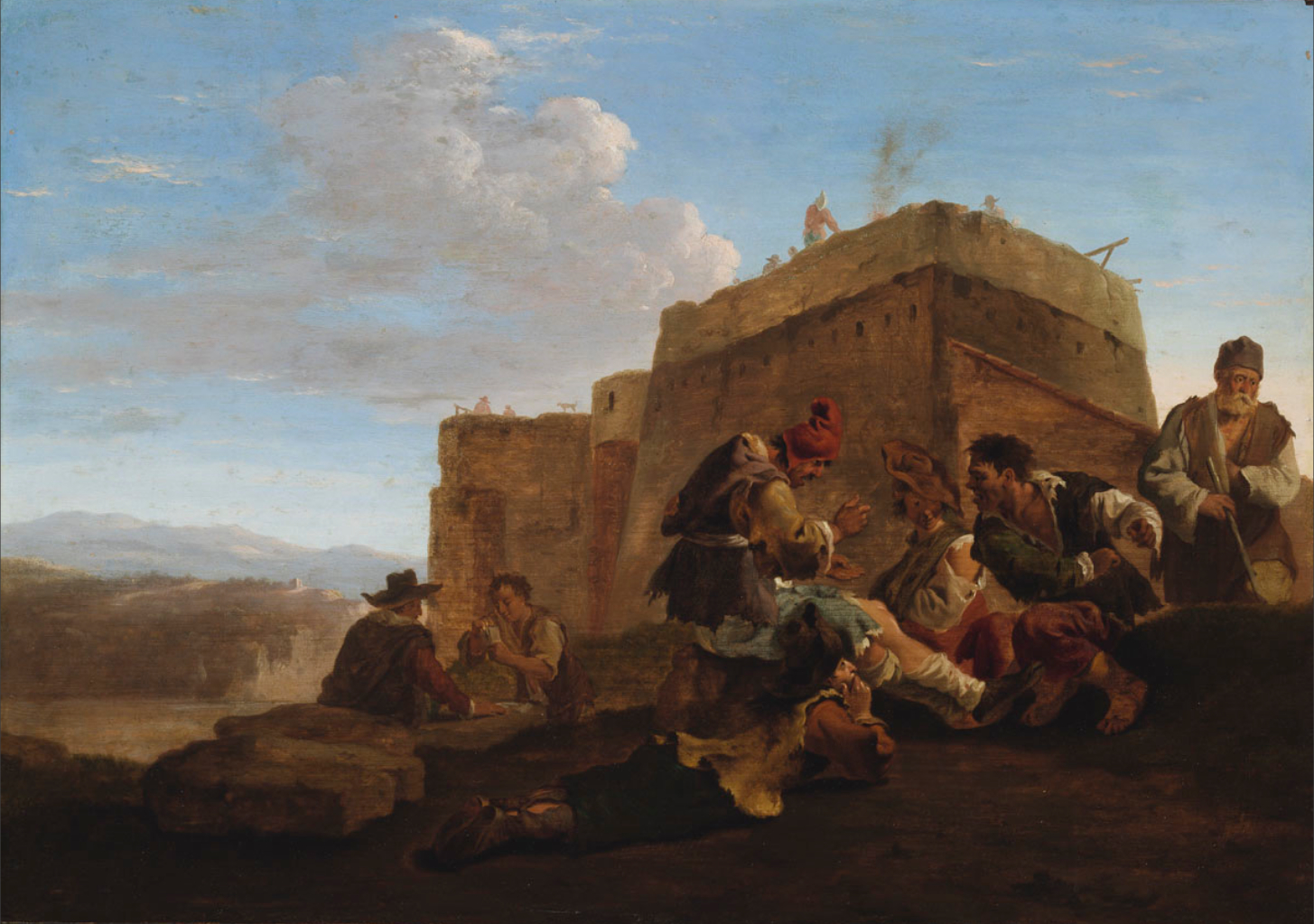
Jan Both et Pieter van Laer, Paysage aux joueurs de mourre, huile sur chêne, 33,3 × 47 cm, date inconnue (Magyar Szépmüvészeti Múzeum, Budapest).

Les Bamboccianti (littéralement : bambocheurs) sont des peintres de genre qui furent actifs à Rome à partir d’environ 1625 jusqu’à la fin du XVIIe siècle. Leur nom vient du sobriquet attribué au peintre Pieter Van Laer, « Il Bambocchio » – « le Bamboche » –, qui est également à l'origine du mot français bambochade, servant à désigner le type d'œuvres dont ces artistes se firent une spécialité : des scènes de genre représentant crûment la vie quotidienne des gens les plus modestes.

## Artistes

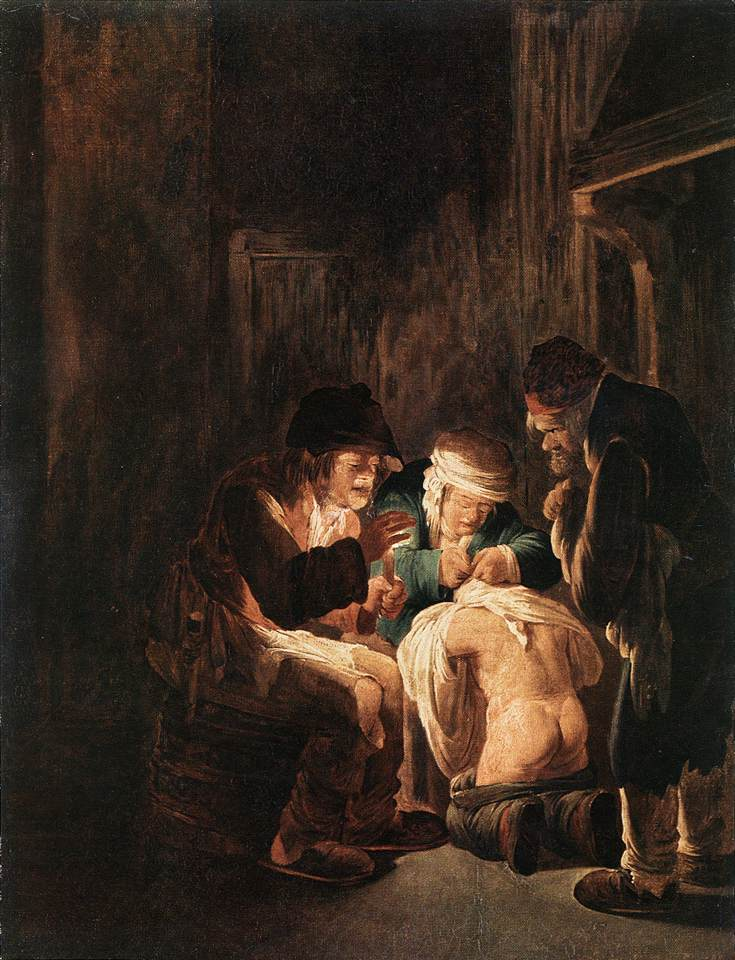
Andries Both, La Chasse aux poux à la lumière d’une chandelle, huile sur toile,, vers 1630 (Magyar Szépmüvészeti Múzeum, Budapest).

Les Bamboccianti, pour la plupart, étaient des artistes originaires des Pays-Bas du nord et du Sud, de France aussi tels que Jean Tassel qui emportèrent avec eux en Italie des traditions paysannes qui étaient présentes dans la peinture de la Renaissance hollandaise et flamande du XVIe siècle (voir notamment les œuvres de Brueghel l'Ancien) et se mirent à réaliser des peintures de cabinet ou des gravures, généralement de petit format, dépeignant la vie quotidienne des classes sociales modestes de Rome et de la campagne environnante. Ces peintures ont habituellement été interprétées comme un « portrait vrai de Rome et de sa vie populaire, sans changement ni altération » par rapport à ce dont l’artiste était spectateur. Parmi les sujets typiques représentés figurent les marchands d’aliments et de boissons, les fermiers et les filles de ferme au travail, des soldats au repos ou occupés à jouer, et des mendiants ou encore, en citant Salvator Rosa, qui au milieu du XVIIe siècle s’en plaignait, « des coquins, escrocs, voleurs à la tire, des bandes d’ivrognes et de gloutons, des marchands de tabac et des barbiers dépenaillés et autres sujets "sordides". » Contrastant avec leurs thèmes picturaux, les œuvres elles-mêmes se vendaient à des prix élevés à des collectionneurs réputés.
Le terme « Bamboccianti » trouve son origine dans le surnom du peintre néerlandais Pieter Van Laer, Il Bamboccio, autour duquel ces artistes se réunirent durant son séjour en Italie (1625-1639). Ce sobriquet, qui signifie « bamboche » ou « pantin », était une allusion au corps disproportionné de Van Laer. Il est possible que ce fut aussi une référence aux tailles de poupée de ses personnages. Les premiers Bamboccianti comprenaient Andries et Jan Both, Karel Dujardin, Jan Miel, Johannes Lingelbach et l’Italien Michelangelo Cerquozzi. Sébastien Bourdon fut également associé au groupe au début de sa carrière. Parmi les autres Bamboccianti, on compte Michael Sweerts, Thomas Wijck, Dirck Helmbreker, Jan Asselyn, Antoine Goubeau, Willem Reuter (en) et Jacob van Staverden (en). Sans doute devaient-ils influencer les artistes du Rococo tels Antonio Cifrondi, Pietro Longhi, Giuseppe Maria Crespi, Giacomo Ceruti et Alessandro Magnasco ; leurs peintures de la vie quotidienne à Rome trouvèrent quoi qu’il en soit des continuateurs au XIXe siècle, à travers les œuvres de Bartolomeo et Achille Pinelli, Andrea Locatelli et Paolo Monaldi. Un "Bambocciante" romain est l'auteur aussi de Assalto d'armati, une représentation de guerre conservée à la Pinacoteca Civica (Pinacothèque Civique) de Forlì.

## Caractéristiques

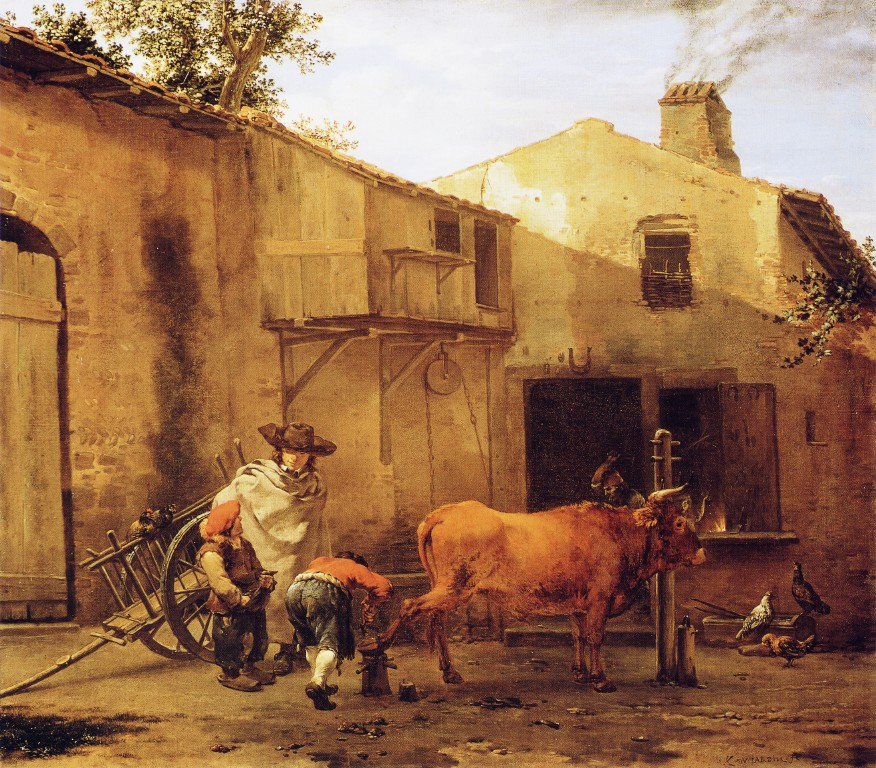
Karel Dujardin, Forgeron ferrant un bœuf, huile sur toile, années 1650 (Dulwich Picture Gallery, Londres).

Giambattista Passeri, un chroniqueur d’art du XVIIe siècle, décrivit le travail de Van Laer comme une « fenêtre ouverte » offrant une représentation fidèle de l’environnement de l’artiste, une caractéristique qui s’appliquait aux Bamboccianti en général,.

## Accueil critique
Malgré le succès que les Bamboccianti rencontrèrent avec leurs tableaux, les théoriciens de l’art et les érudits à Rome se montrèrent souvent peu aimables à leur endroit, la représentation de la vie quotidienne étant généralement considérée comme se trouvant au bas de l’échelle dans la hiérarchie des genres. Le fait que des mécènes, autrement bien éduqués et émanant de l’aristocratie, continuaient à acheter des œuvres de ces artistes était fréquemment déploré par des peintres d’histoire, et d’autres genres inscrits dans les canons de la principale association artistique de la ville, l’Accademia di San Luca,. Salvator Rosa, par exemple, dans sa satire de la peinture Pittura (vers 1650), se plaint amèrement au sujet des goûts des mécènes de l’aristocratie, et du fait qu’ils admettent de tels sujets de la vie de tous les jours : « Quel che aboriscon vivo, aman dipinto. » – « Ce qu'ils abhorrent au naturel, ils l'aiment dans un tableau. »,.
Le plus souvent, comme cela transparaît dans le commentaire de Rosa, une telle dérision visait non pas les artistes, mais bien ceux qui achetaient leurs œuvres. Quant aux peintres eux-mêmes, ils étaient souvent admirés : Van Laer avait la réputation d’un peintre dont les œuvres valaient cher et Michelangelo Cerquozzi était introduit dans les cercles aristocratiques et comptait au nombre de ses amis des gens comme Pietro Da Cortona. Par ailleurs, étant donné que les Bamboccianti étaient pour la plupart des étrangers et que ce qu’ils peignaient s’inscrivait en dehors des intérêts de l’Accademia, souvent ils se joignirent aux Bentvueghels, une « guilde » plus ou moins organisée – surtout connue pour les excès de ses fêtes bien arrosées – qui constituait à plus d’un titre une alternative aux institutions officielles. Les Bamboccianti n’étaient toutefois pas interdits d’entrée à l’Accademia, puisque Van Laer, de même que Cerquozzi, sont associés aux deux groupes (Van Laer faisait également partie des Bentvueghels).

## Liste alphabétique
- Jan Asselyn
- Andries Both
- Jan Both
- Sébastien Bourdon
- Michelangelo Cerquozzi
- Karel Dujardin
- Antoine Goubeau
- Dirck Helmbreker
- Johannes Lingelbach
- Jan Miel
- Antonio Porcelli
- Willem Reuter (en)
- Michael Sweerts
- Pieter Van Laer
- Jacob van Staverden (en)
- Thomas Wijck